# Plaza Dealey
La plaza Dealey es una plaza de la ciudad de Dallas, Texas, Estados Unidos, famosa por ser el lugar donde fue asesinado el presidente de Estados Unidos, John F. Kennedy, el 22 de noviembre de 1963.

## Asesinato de Kennedy
El presidente entró por Houston Street y tras pasar la curva de 120° que abocaba a Elm Street recibió dos disparos que acabaron con su vida.
Algunos enclaves de la plaza han sido especialmente estudiados por sucesivas investigaciones. Así, el «sniper nest» (en español «puesto de francotirador») desde donde supuestamente Lee Harvey Oswald disparó, el «grassy knoll» o montículo herboso desde donde algunos dicen que actuó un segundo tirador, y el triple underpass que pasaba sobre la carretera por donde llevaron al presidente, ya herido de muerte. Las declaraciones de los testigos han sido utilizadas por investigadores como Roberdeau para localizar en un mapa la posición de todas las personas de la plaza en el momento del asesinato.

## Montículo de hierba

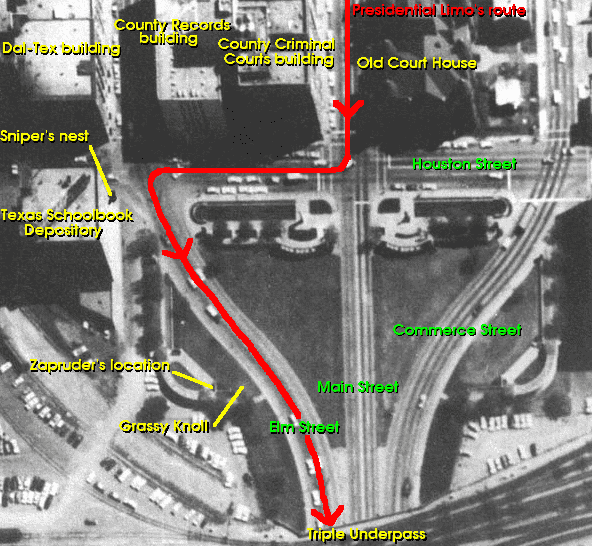
La ruta seguida por la caravana presidencial de Kennedy. El norte esta a la izquierda.

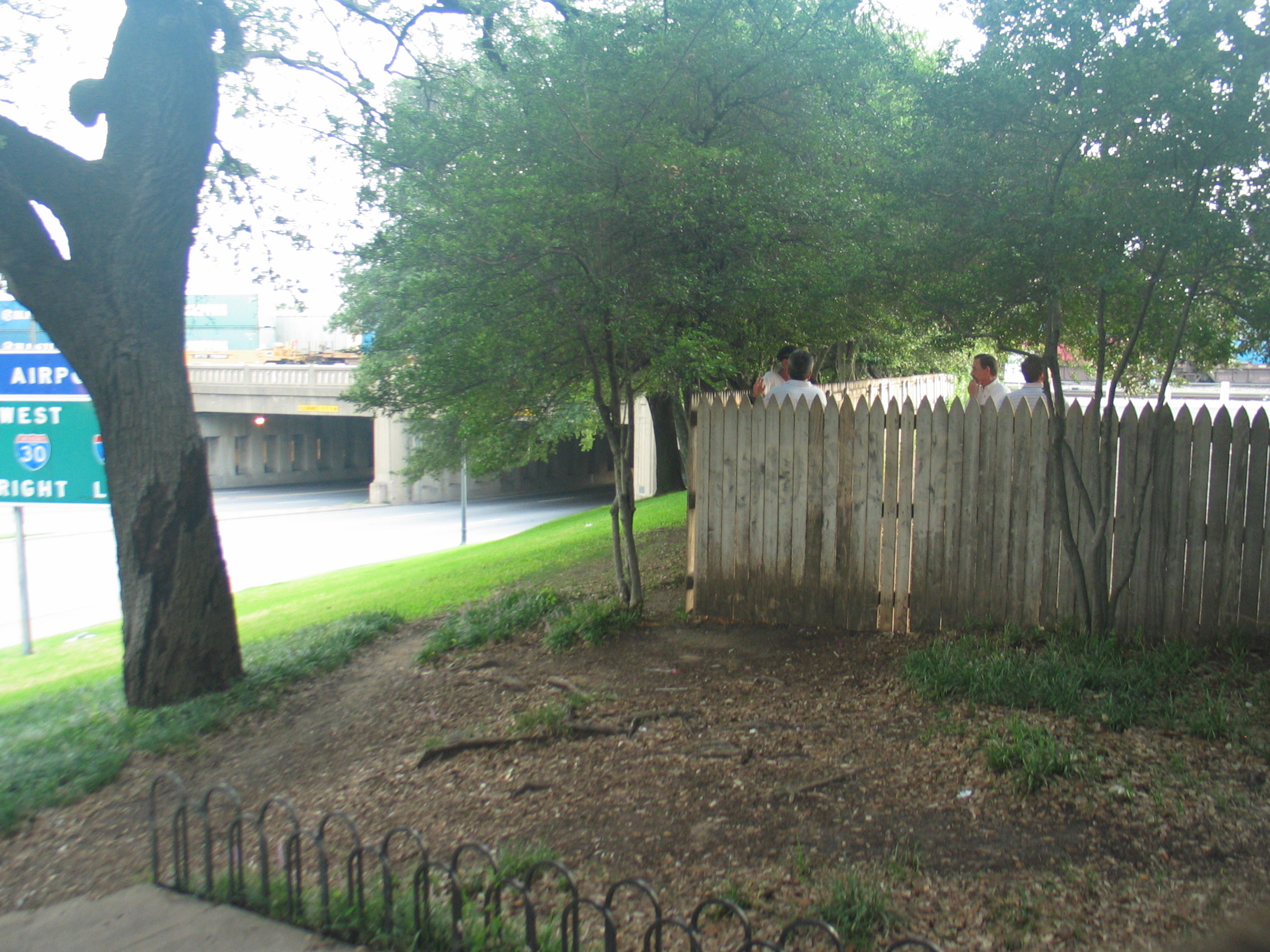
La empalizada situada arriba del montículo de hierba es la misma que había allí en 1963.

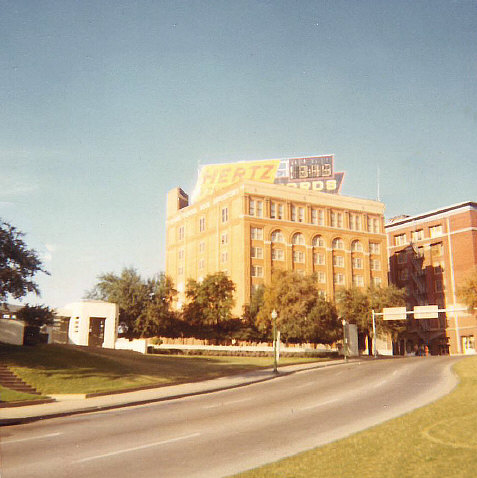
Dealey Plaza en 1969.

El montículo de hierba de la plaza Dealey Plaza es una colina suave localizada en el sector de la plaza donde asesinaron a Kennedy. Este montículo estaba más arriba de la posición del Presidente Kennedy y a su derecha (noroeste) durante su asesinato el 22 de noviembre de 1963.
El montículo de hierba limita al norte con el antiguo edificio del Texas School Book Depository a lo largo de Elm Street al noreste, Elm Street y una vereda al sur, un patio de estacionamiento al norte y al este, y un puente de ferrocarril sobre el Triple underpass en la confluencia de Commerce, Main, y Elm al oeste.
Muchos testigos estaban localizados cerca de este montículo el 22 de noviembre de 1963, además de tres grandes señales de tráfico, 4 semáforos, la Pérgola John Neely Bryan norte incluyendo dos casamatas, con una muralla de 1,1 metros de alto que conectaba las casamatas en cada punta de la pérgola, 10 robles vivos, y numerosos arbustos.
Detrás de la empalizada estaba la caseta de tren en la que Lee Bowers estaba trabajando. Bowers testificó ante la Comisión Warren que mientras la caravana estaba en Elm Street, vio dos hombres en la empalizada, uno de los cuales tenía «un micrófono o un teléfono», parados a 3-5 m. cerca del triple underpass, pero no parecían conocerse el uno con el otro. Uno o ambos todavía estaban allí cuando el primer oficial de policía apareció "inmediatamente" después de los disparos. Dos años después, en una entrevista del documental Rush to Judgment, Bowers clarificó que los hombres estaban delante de la empalizada, y que no había nadie detrás de la empalizada cuando se efectuaron los disparos.
En el montículo mismo había nueve testigos: el guardaparque Emmett Hudson y otros dos hombres al lado de la muralla de la pérgola en Elm Street hacia el patio de estacionamiento, una joven pareja almorzando en un banco, Abraham Zapruder y su empleada Marilyn Sitzman, parados en el pedestal del término oeste de la pérgola, y la empleada de Zapruder Beatrice Hester con su esposo Charles, sentados en el término este de la pérgola. Emmett Hudson, Charles Hester y Marilyn Sitzman, los únicos testigos presentes en el montículo que testificaron acerca de la dirección de los disparos, todos afirmaron que vinieron desde el Texas School Book Depository.
De los 104 informes de testigos publicados por la Comisión y más, 56 testimonios grabados afirman que los disparos vienen del Depository hacia atrás del Presidente, 35 relatan que provinieron del montículo o Triple paso bajo nivel resident, y 5, de las dos direcciones
Por el debate persistente y por las teorías conspirativas que rodean el asesinato de Kennedy y el montículo de hierba (Grassy Knoll), el término «grassy knoll» se ha convertido en una expresión moderna del slang que expresa sospecha, encubrimiento o conspiración.